# لغة هادزا
هادزا لغة معزولة يتكلّمها شعب الهادزا على طول شواطئ بحيرة إياسي في تنزانيا، على الرغم من قلّة عدد متحدثي هذه وكونها لغة غير نشطة يتعلّم أطفال الهادزا لغتهم الأم من الصغر، علماء كثر صنّفوا لغة الهدازا كلغة خويسانيّة لتشابهها مع تلك اللغات من حيث احتوائها على عدد كبير من الصوامت المطقطقة.